# Cras, Isère
Cras är en kommun i departementet Isère i regionen Auvergne-Rhône-Alpes i sydöstra Frankrike. Kommunen ligger i kantonen Tullins som tillhör arrondissementet Grenoble. År 2022 hade Cras 418 invånare.

## Befolkningsutveckling
Antalet invånare i kommunen Cras
Referens:INSEE